# موديستي مبامي
موديست مبامي (بالفرنسية: Modeste M'Bami)‏، من مواليد 9 أكتوبر 1982 في ياوندي في الكاميرون، لاعب كرة قدم كاميروني.
لعب مع منتخب الكاميرون لكرة القدم. توفي في 7 يناير 2023 عن عمر 40 عام.

## روابط خارجية
- موديستي مبامي على موقع الاتحاد الدولي (مؤرشف)  (الإنجليزية)
- موديستي مبامي على موقع رابطة كرة القدم الفرنسية للمحترفين (الإنجليزية)
- موديستي مبامي على موقع إي إس بي إن إف سي (الإنجليزية)
- موديستي مبامي على موقع قاعدة بيانات كرة القدم.إي يو (الإنجليزية)
- موديستي مبامي على موقع بيانات كرة القدم. دي إي (الألمانية)
- موديستي مبامي على موقع ليكيب (الفرنسية)
- موديستي مبامي على موقع ناشيونال فوتبول تيمز (الإنجليزية)
- موديستي مبامي على موقع Soccerbase.com (لاعب) (الإنجليزية)
- موديستي مبامي على موقع Soccerway.com (الإنجليزية)
- موديستي مبامي على موقع عالم كرة القدم.نت (الإنجليزية)